# The Black Swan
The Black Swan es el tercer álbum de estudio de la banda de rock estadounidense Story of the Year, lanzado el 22 de abril de 2008 por Epitaph Records. El álbum debutó en el #6 de las listas de rock del Reino Unido y en el puesto #18 en el Billboard 200, vendiendo 21.000 copias en su primera semana.
El nombre del álbum proviene del libro de Nassim Nicholas The Black Swan: The Impact of the Highly Improbable. Es el primer disco que grabaron para Epitaph Records, tras dejar al gigante Maverick.

## Lista de canciones
| Cd  |                             |          |  |
| N.º | Título                      | Duración |  |
| 1.  | «Choose Your Fate»          | 3:34     |  |
| 2.  | «Wake Up»                   | 3:32     |  |
| 3.  | «The Antidote»              | 4:00     |  |
| 4.  | «Tell Me (P.A.C.)»          | 3:59     |  |
| 5.  | «Angel In the Swamp»        | 4:29     |  |
| 6.  | «The Black Swan»            | 3:45     |  |
| 7.  | «Message to the World»      | 4:04     |  |
| 8.  | «Apathy Is a Deathwish»     | 3:31     |  |
| 9.  | «We're Not Gonna Make It»   | 4:03     |  |
| 10. | «Cannonball»                | 3:50     |  |
| 11. | «Terrified»                 | 4:00     |  |
| 12. | «Pale Blue Dot (Interlude)» | 1:06     |  |
| 13. | «Welcome to Our New War»    | 5:11     |  |

| Bonus Tracks |                                                          |          |  |
| N.º          | Título                                                   | Duración |  |
| 14.          | «The Truth Shall Set Me Free» (iTunes bonus track)       | 4:00     |  |
| 15.          | «Never Let It Go» (Pre-Order/Aus/Nz/Germany bonus track) | 3:42     |  |
| 16.          | «The Virus» ("The Antidote" b-sides bonus track)         | 4:02     |  |
| 17.          | «Turn Up the Radio» ("Terrified" b-sides bonus track)    | 3:52     |  |
| 18.          | «Save One» ("Wake Up" b-sides bonus track)               | 4:09     |  |

## Posicionamiento
| Listas                           | Posición |
| -------------------------------- | -------- |
| The Billboard 200                | 18       |
| Billboard Top Independent Albums | 3        |
| UK Album Chart                   | 136      |
| UK Rock Albums                   | 6        |